# رضا هفت‌خط
رضا هفت‌خط فیلمی به کارگردانی حسین ترابی و نویسندگی ابراهیم مکی ساختهٔ سال ۱۳۵۱ است.

## خلاصه داستان
رضا هفت خط (بهمن مفید) و دوستش ممل (محمد مطیع) با قمار و اخاذی روزگار می‌گذرانند. رضا وانمود می‌کند که در امور تجاری تبحر دارد و به این ترتیب با اقدس (سیمین غفاری)، دختر میرزا (علی اکبر مهدوی فر)، آشنا می‌شود و به او قول ازدواج می‌دهد. در حادثه ای رضا دستگیر و زندانی می‌شود و پس از آزادی به دروغ به مادرش (مهری ودادیان) می‌گوید که در ایام غیبتش در بندر کار می‌کرده‌است. او اقدس را از خود می‌راند و اقدس که گمان می‌کند رضا دل در گرو دختر دیگری بسته‌است او را تعقیب می‌کند تا به خانهٔ مادرش می‌رسد. اقدس انگشتری خود را به مادر رضا می‌دهد تا رضا با فروش آن کاسبی مناسبی راه بیندازد. رضا موقع فروش انگشتر دستگیر می‌شود، اما قبل از آن که مجرم شناخته شود با شهادت اقدس آزاد می‌شود و با او پیمان زناشوئی می‌بندد.

## بازیگران
- بهمن مفید
- سیمین غفاری
- محمد مطیع
- محسن قبادی
- عصمت صفوی
- علی‌اکبر مهدوی‌فر
- مهری ودادیان
- مهری مهرنیا
- جعفر ذهنی
- ناصر ناظم
- نصرت دستمردی
- حسین رحیم خانی
- شاهپور ناموسی
- علی اکبر آقاجانی
- توکلی
- قدرت‌الله انتظامی
- صراف
- نورالله حشم‌دار
- ایرج طباء
- عتیقه‌چی
- شهریار